# Talk On Corners Special Edition
Talk On Corners Special Edition es la edición especial editada en 1998 del álbum Talk On Corners, de la banda irlandesa The Corrs, debido al éxito de ventas de este último.

## Lista de canciones
1. What can I do? -Remix- (Single)
2. So young -Remix- (Single)
3. Only when I sleep
4. When he's not around
5. Dreams -Remix- (Single)
6. I never loved you anyway -Remix-
7. Don't say you love me
8. Love gives love takes
9. Runaway -Remix- (Single)
10. Hoppesly addicted
11. Paddy MacCarthy (Instrumental)
12. Intimacy
13. Queen of Hollywood
14. No good for me
15. Little wing (Jimi Hendrix)

- Datos: Q10928642